# Stanisław Andrzejewski (piłkarz)
Stanisław Jan Andrzejewski (ur. 27 grudnia 1916 w Zgierzu, zm. 10 stycznia 1997 w Łodzi) – polski piłkarz, bramkarz.
Karierę sportową rozpoczął jako lekkoatleta Robotniczego Klubu Sportowego Towarzystwa Uniwersytetów Robotniczych (RKS TUR) w Łodzi (1928).
Był pierwszoligowym piłkarzem ŁKS-Łódź. "Legendarnym bramkarzem" tego Klubu. Zadebiutował 5 kwietnia 1936 w remisowym meczu z Warszawianką (1:1), ostatni mecz ligowy rozegrał 30 października 1938 przeciwko Wiśle Kraków (3:7).
W reprezentacji Polski wystąpił tylko raz, w rozegranym 6 września 1936 spotkaniu z Jugosławią, które Polska przegrała 3:9. Bronił w drugiej połowie, zastępując Edwarda Madejskiego.
W czasie kampanii wrześniowej 1939 r. dostał się do niewoli niemieckiej, z której po kilku nieudanych próbach udało mu się zbiec; ukrywał się w okolicy Ostrowca Świętokrzyskiego.